# Mercedes-Benz SLR McLaren
El Mercedes-Benz SLR McLaren es un automóvil superdeportivo de dos puertas diédricas biplaza, producido de 2003 a 2009 por el fabricante alemán Mercedes-Benz. Su precio actual ronda las 300 000 £ o US$495 000 (equivalente a $819 866 en 2023).

## Características

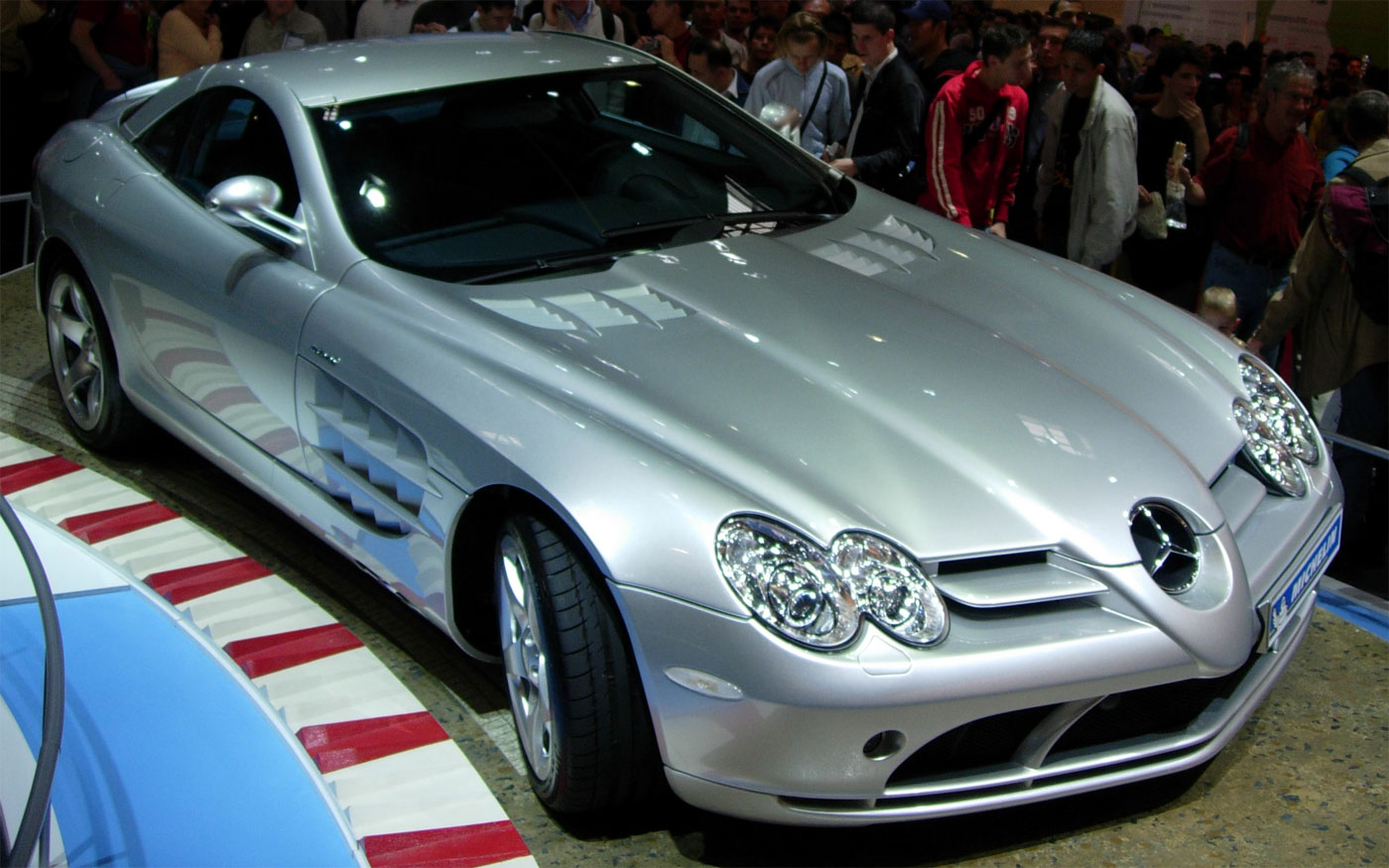
En el Salón del Automóvil de París de 2004.

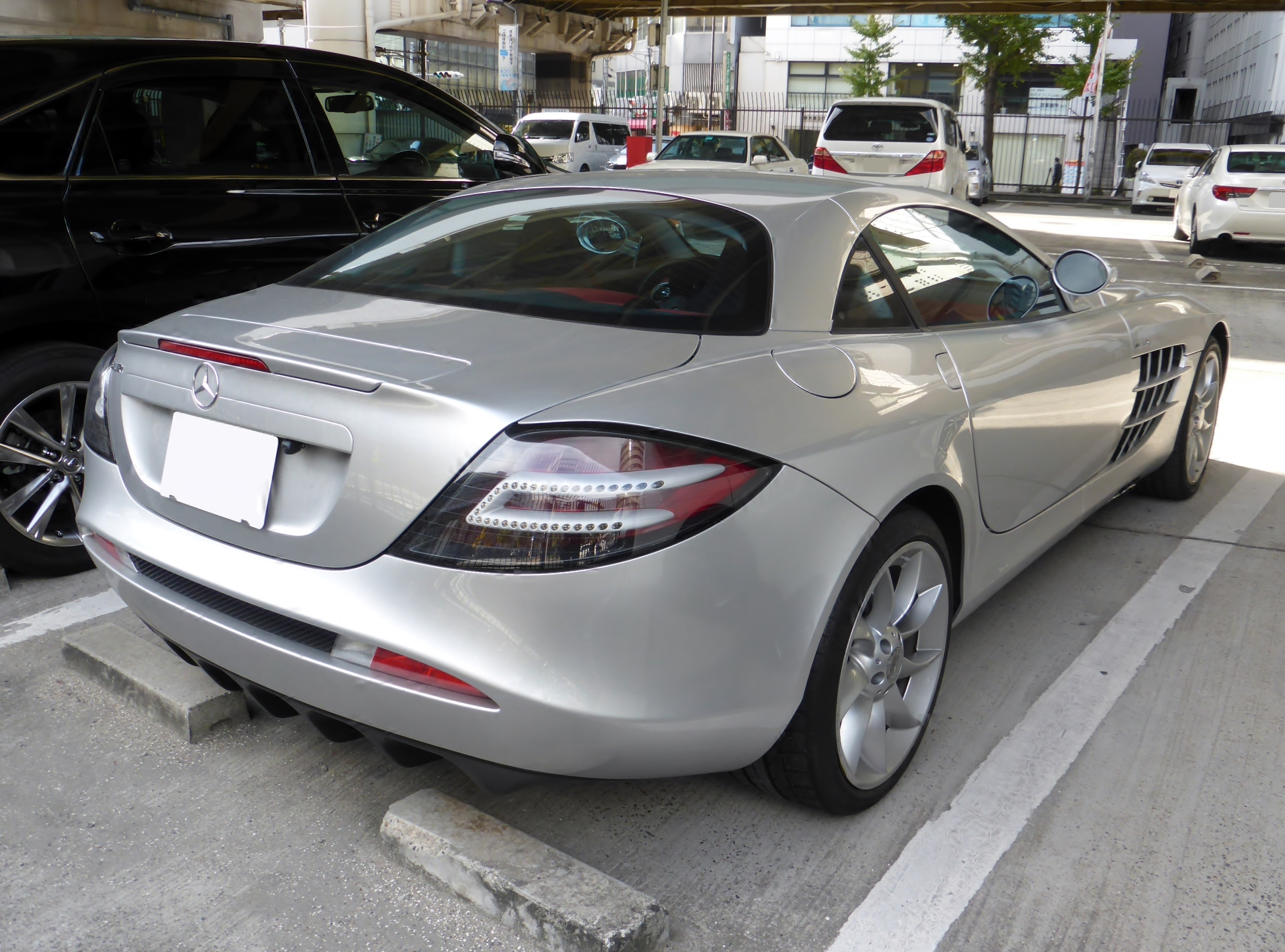
Vista trasera en Japón en 2014.

Tiene un motor V8 central-delantero posicionado muy por detrás del eje delantero de 5439 cm³ (5,4 L; 331,9 plg³), equipado con un compresor volumétrico tipo Lysholm con intercooler, que rinde una potencia máxima de 626 CV (617 HP; 460 kW) a las 6500 rpm y un par máximo de 780 N·m (575 lb·pie) a las 3250-5500 rpm. Es semejante al de las versiones «55 AMG» de varios modelos Mercedes.
La carrocería tiene dos puertas que se abren hacia arriba, dos plazas y un equipamiento de serie un poco mejor que el de un Clase E, por ejemplo.
Técnicamente, lo más peculiar del SLR McLaren es el bastidor, que consta de una parte de fibra de carbono y, atornillada a ella, una estructura de aluminio que sujeta el motor y la suspensión delantera.
Tiene una suspensión normal, aunque hecha de aluminio con muelles helicoidales y amortiguadores de gas. Ni es neumática como en el Clase E, ni tiene el sistema de control de la carrocería (ABC).
Puede llevar tres tipos de ruedas: Hay dos rines a elegir sin sobreprecio, con neumáticos de medidas 245/40 18 pulgadas (45,7 cm) delanteros y 295/35 18 pulgadas (45,7 cm) traseros. Además, hay una tercera opción con diseño de turbina y neumáticos 245/35 19 pulgadas (48,3 cm) delanteros y 295/30 19 pulgadas (48,3 cm) traseros.
Según Mercedes, el SLR McLaren es "una interpretación contemporánea de elementos estilísticos del SLR original, con detalles de diseño tomados del Fórmula 1 de 2003".
Sus frenos de discos son ventilados carbono-cerámicos, capaces de mantener su efectividad hasta una temperatura de 1000 °C (1832 °F). Los delanteros tienen un diámetro de 370 mm (14,6 pulgadas) con pinzas de ocho pistones, mientras que los traseros son de 360 mm (14,2 pulgadas) con pinzas de cuatro pistones.
Puede acelerar de 0 a 100 km/h (0 a 62 mph) en 3.8 segundos, de 0 a 200 km/h (0 a 124 mph) en 9.9 segundos y de 0 a 300 km/h (0 a 186 mph) en 30.6 segundos. Su velocidad máxima supera los 334 km/h (208 mph).
Pesa 1693 kg (3732 libras) (DIN). Su carrocería dispone de una versión Roadster desde septiembre de 2007.

## Carrocería y estructura

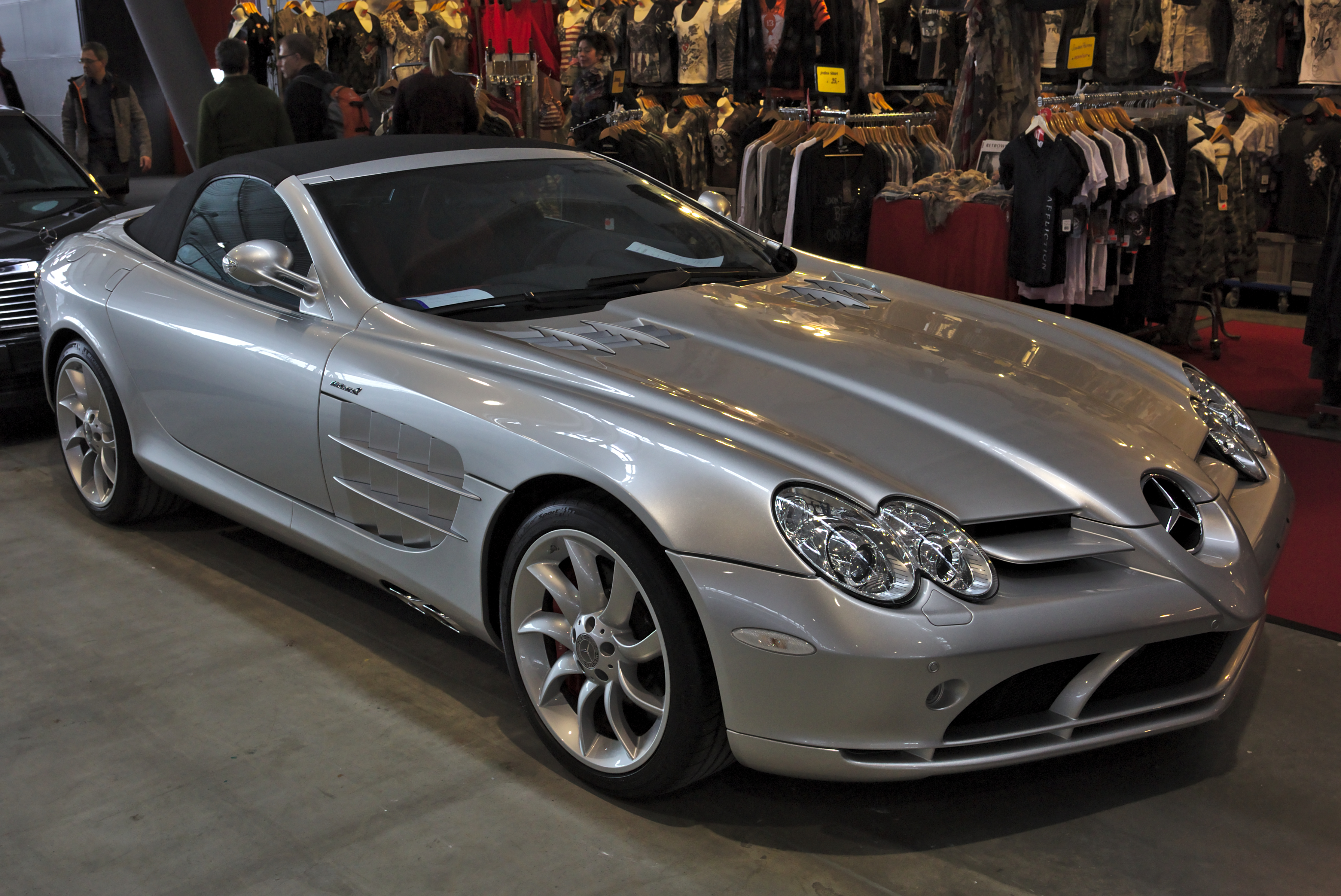
Versión Roadster.

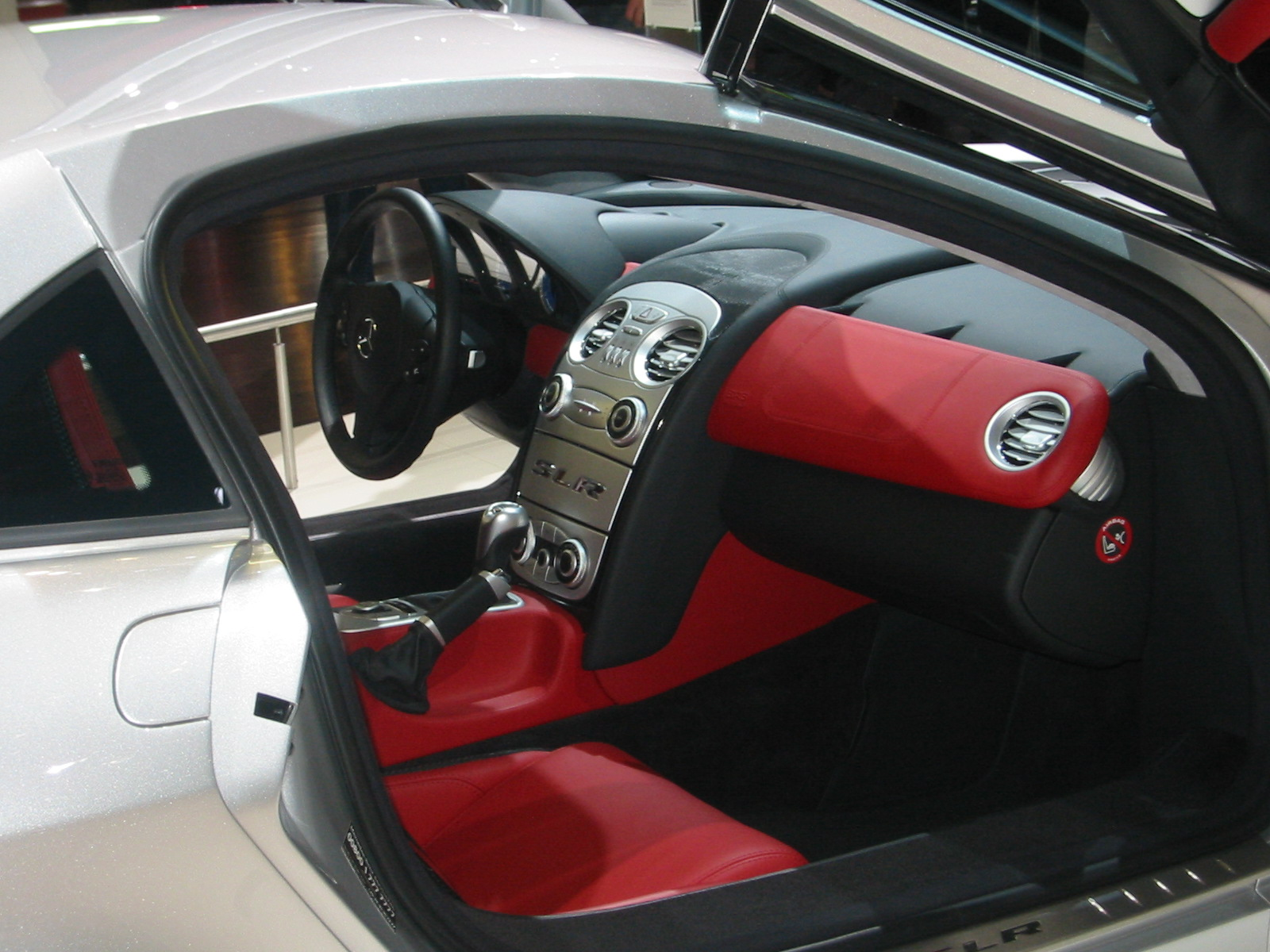
Habitáculo interior.

Su longitud de 4656 mm (183,3 pulgadas) es semejante a la del CLK con 4638 mm (182,6 pulgadas). También tienen una distancia entre ejes parecida: 2700 mm (106,3 pulgadas) el SLR y 2715 mm (106,9 pulgadas) el CLK. La anchura 1908 mm (75,1 pulgadas) y la altura 1261 mm (49,6 pulgadas) son parecidas a las de otros deportivos de motor central-delantero, como el Aston Martin Vanquish o el Ferrari 575M Maranello.
El estudio aerodinámico está hecho para asegurar una buena estabilidad a gran velocidad, antes que un coeficiente de penetración bajo. En consecuencia, el SLR McLaren tiene 0.374 de coeficiente aerodinámico (Cx), pero tiene coeficientes de elevación Cz negativos: 0.050 en el eje delantero y 0.089 en el trasero.
Dos de los métodos para conseguir que el aire presione al coche contra el suelo son un fondo casi plano y un alerón trasero móvil. El fondo tiene deflectores que desvían parte del aire y difusores que lo aceleran, para facilitar el flujo del aire con relación al coche.
El alerón trasero se empieza a desplegar a partir de 95 km/h (59 mph) y aumenta su inclinación automáticamente, o bien manualmente mediante un mando en el panel de instrumentos.
Mercedes-Benz se refiere a este alerón como «aerofreno» porque, cuando la presión en el circuito de frenos pasa de un cierto límite, el alerón toma su inclinación máxima de 65° para proporcionar un freno aerodinámico.
El bastidor es mixto de fibra de carbono y aluminio. La celda de seguridad de los pasajeros y la parte trasera es de fibra de carbono. Dentro de esta estructura de fibra de carbono hay integrados elementos metálicos para sujetar el eje trasero.
La parte delantera del coche, que forma la cuna del motor y los apoyos para la suspensión delantera, es de aluminio. Esa estructura está atornillada a la de fibra de carbono. Otros métodos de unión entre las distintas piezas son el pegamento y los remaches.
Por delante de la estructura de aluminio hay dos largueros cónicos de fibra de carbono unidos por un travesaño. Esos largueros tienen la función de colapsarse en caso de choque frontal, ralentizando lo máximo posible el choque. Esos largueros se fabrican en la misma planta que el coche, con procedimientos de la industria textil.

## Bastidor y transmisión

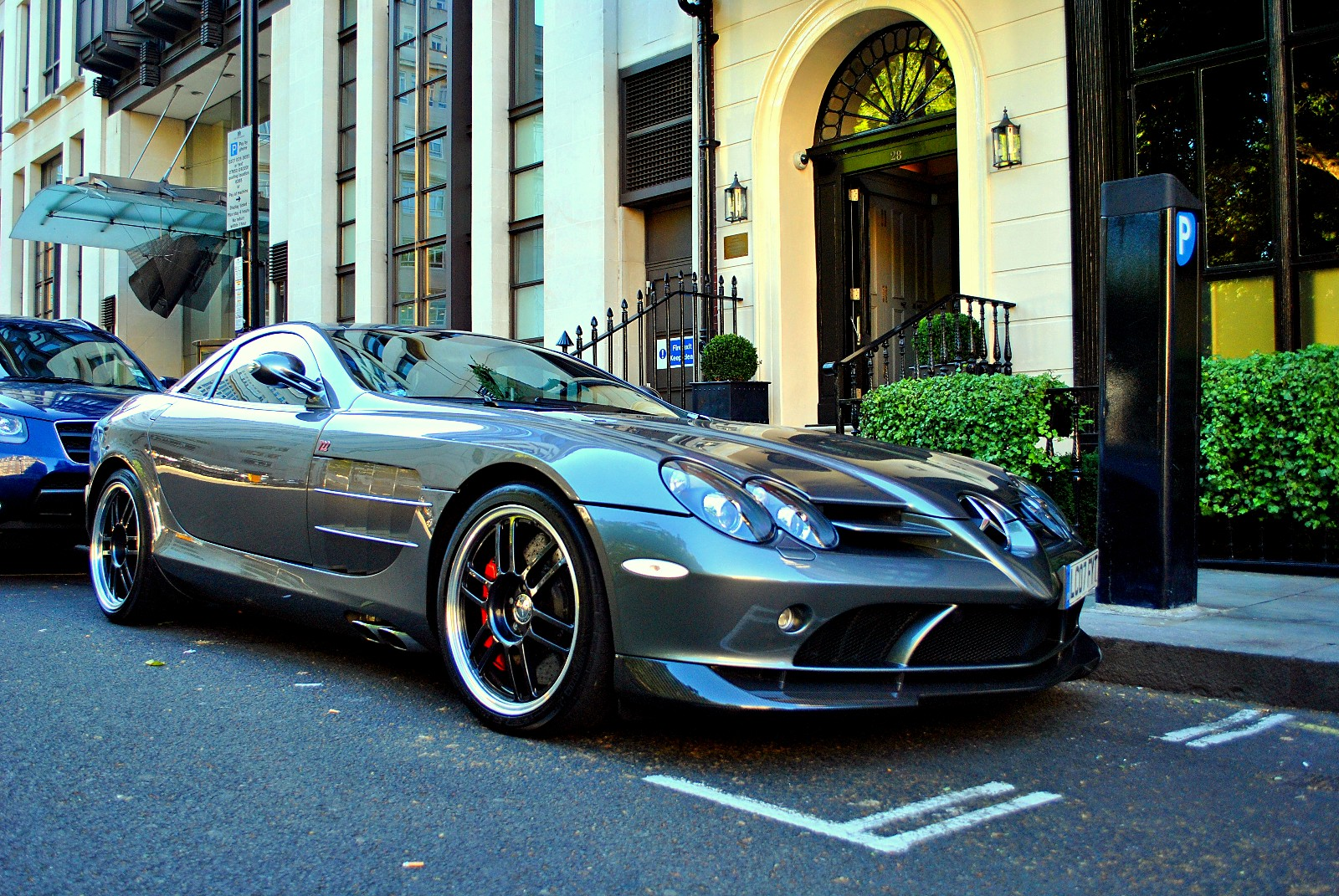
Versión 722 en Londres.

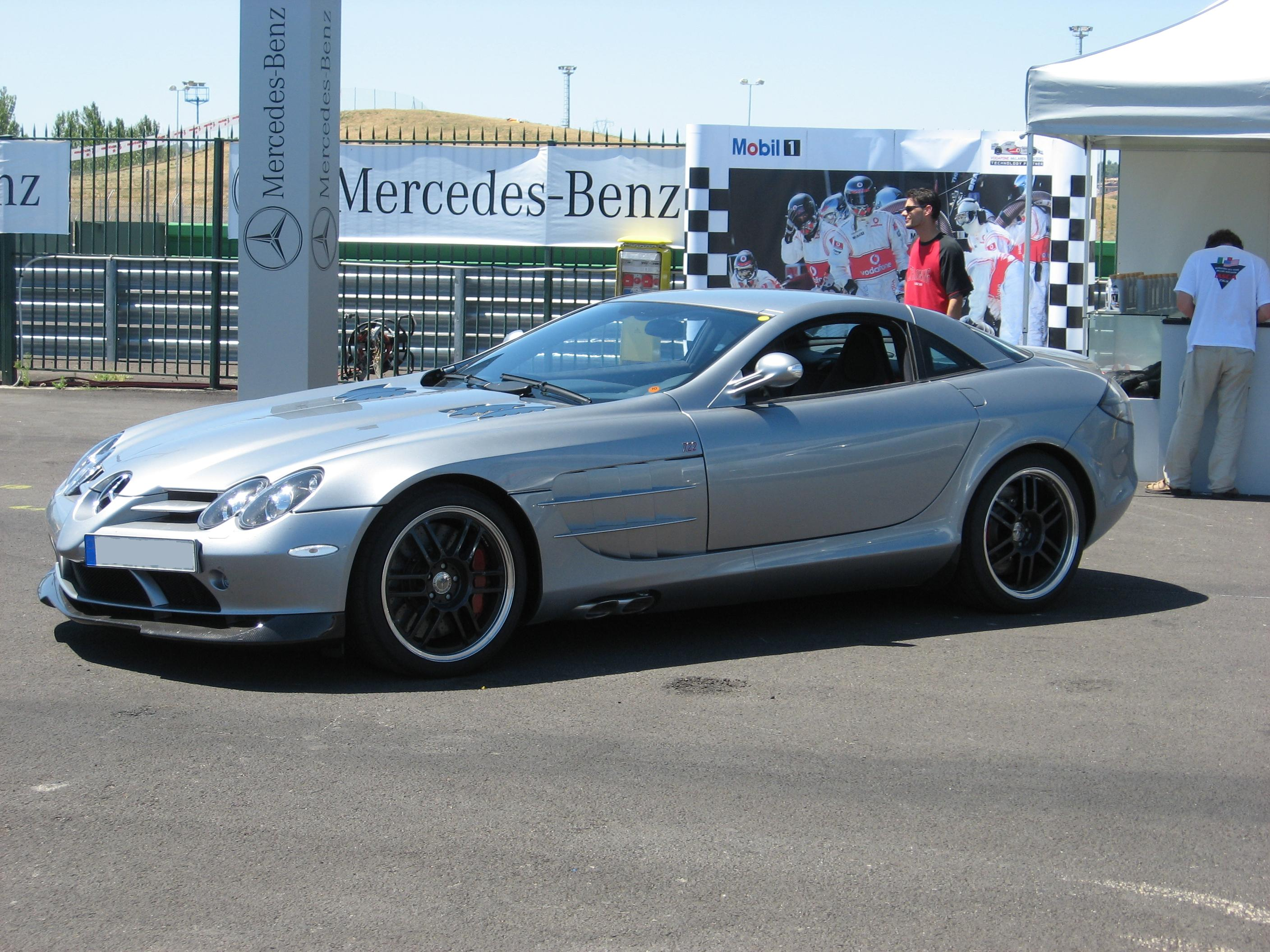
Versión 722 en Misano Adriatico, en julio de 2007.

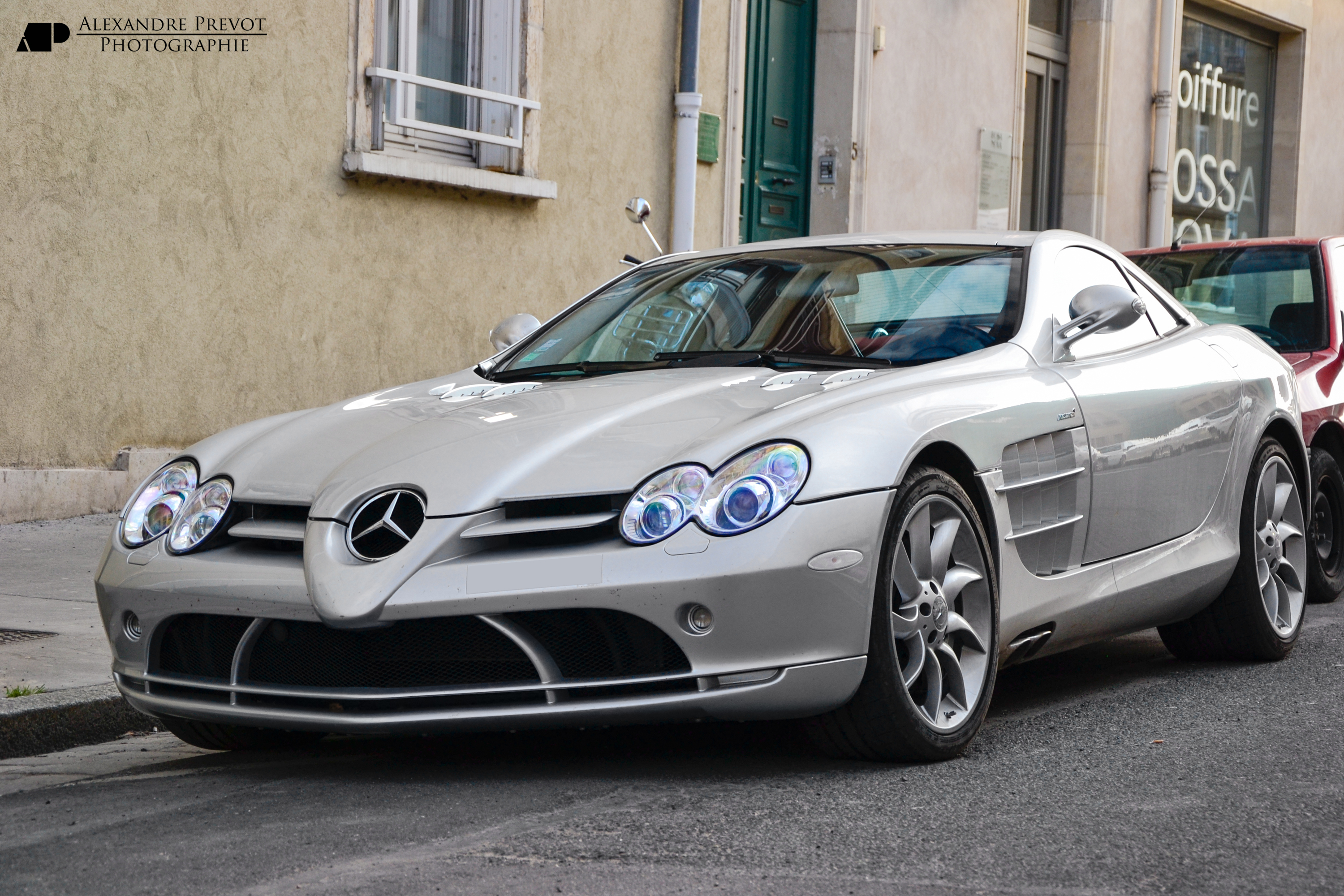
En Nancy, Francia.

La suspensión es de paralelogramo deformable en ambos ejes, con muelles helicoidales y sin ningún sistema suspensión activa. Los elementos de esta son de aluminio, los brazos son forjados y los bujes fundidos.
La dirección es de cremallera con asistencia hidráulica y 12.6 a 1 de desmultiplicación. Gira más bien poco para tener 2,7 m (106,3 pulgadas) de distancia entre ejes, el diámetro de giro es 12,2 m (480,3 pulgadas). El volante mide 380 mm (15,0 pulgadas), lo que es mucho para un deportivo, el cual tiene ajuste vertical y longitudinal.
Las principales ventajas sobre los discos de fundición de hierro son que duran hasta 300 000 km (186 400 millas) que no se corroen, pesando un 60% menos y que no se deforman.
Estos discos se fabrican comprimiendo (sinterizando) fibras de carbono, polvo de carbono y resina, a lo que se añade silicio mediante infiltración. El proceso se hace a 1500 °C (2732 °F).
Lleva cuatro pinzas fijas, las delanteras de ocho pistones y las traseras de cuatro. Según Mercedes, el SLR es capaz de alcanzar una desaceleración de 1.3 g.
Tiene el sistema de frenado electrohidráulico SBC con todas las funciones desarrolladas hasta ahora para este sistema: servofreno de emergencia, secado de los discos cuando están húmedos, distribución selectiva de la presión de frenos en curva, detención suave, elimina la eventual sacudida final al para el coche, ayuda para arrancar en rampas y el nuevo sistema de frenado automático en el tránsito pesado, que evita tener que pisar el pedal freno, por lo que basta con soltar el acelerador.
Su control de estabilidad está programado para que tarde más de lo normal en reducir la fuerza del motor. Ese control de estabilidad no lleva alguna de las funciones nuevas de este dispositivo, como el freno de estacionamiento automático. También tiene una palanca para el freno de estacionamiento.
Tiene una transmisión automática de cinco velocidades con engranajes epicicliodales y convertidor de par hidráulico. Lleva un mando de tipo «Speedshift», que consiste en que puede funcionar de modo automático o permite al conductor seleccionar la marcha que desee, siempre que el motor quede dentro del margen normal de funcionamiento.
En el modo automático hay dos programas: «Confort» y «Sport», que se distinguen por la velocidad del proceso y por el régimen de cambio. Ese modo de cambio se elige mediante un mando giratorio, que también sirve para seleccionar el modo manual.
En modo manual, el conductor debe seleccionar las marchas con los mandos en el volante. Además, puede elegir tres niveles de rapidez en el proceso de cambio con un mando giratorio, que corresponden a «Sport», «Supersport» y «Race».

## Versiones especiales

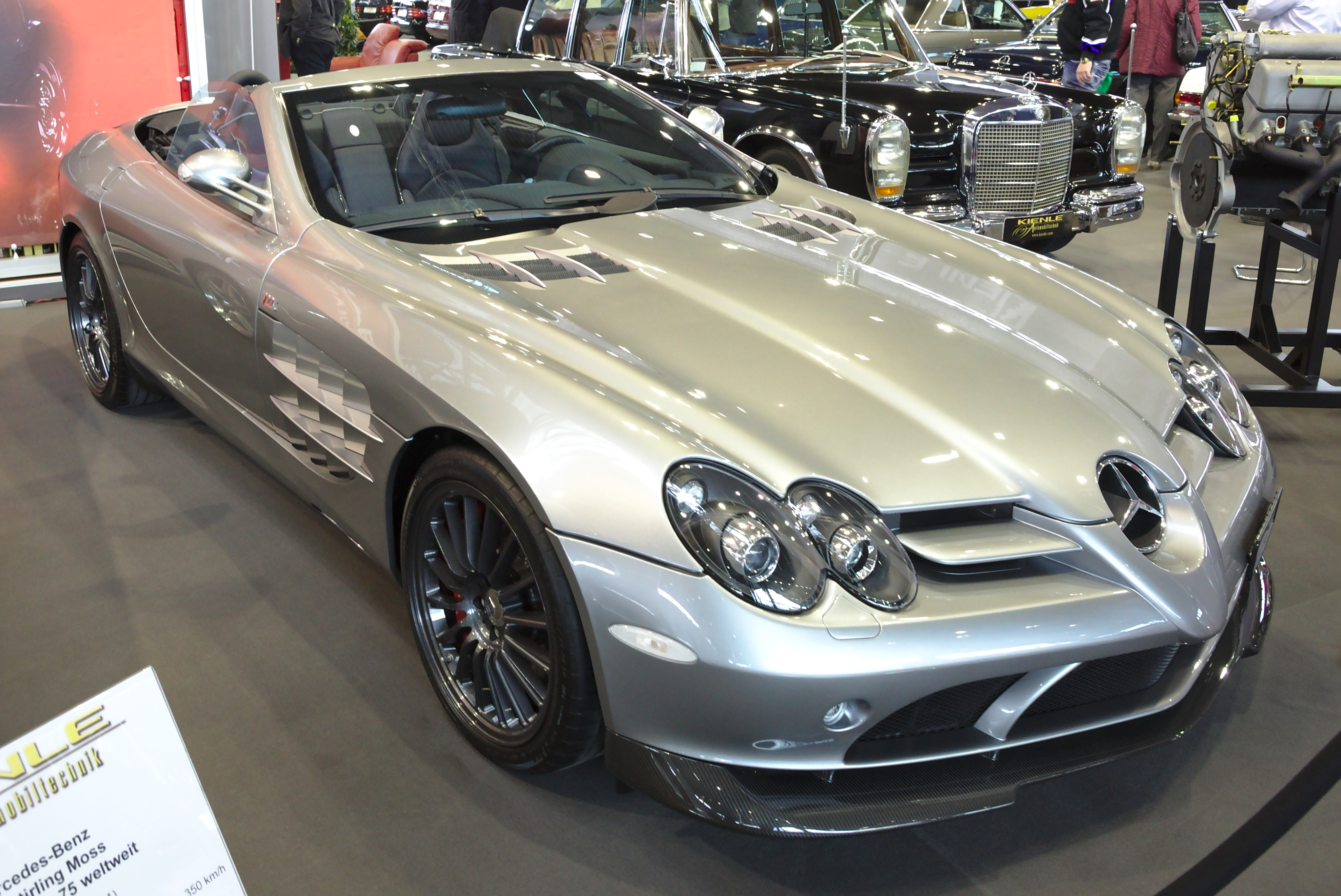
Versión 722 Roadster.

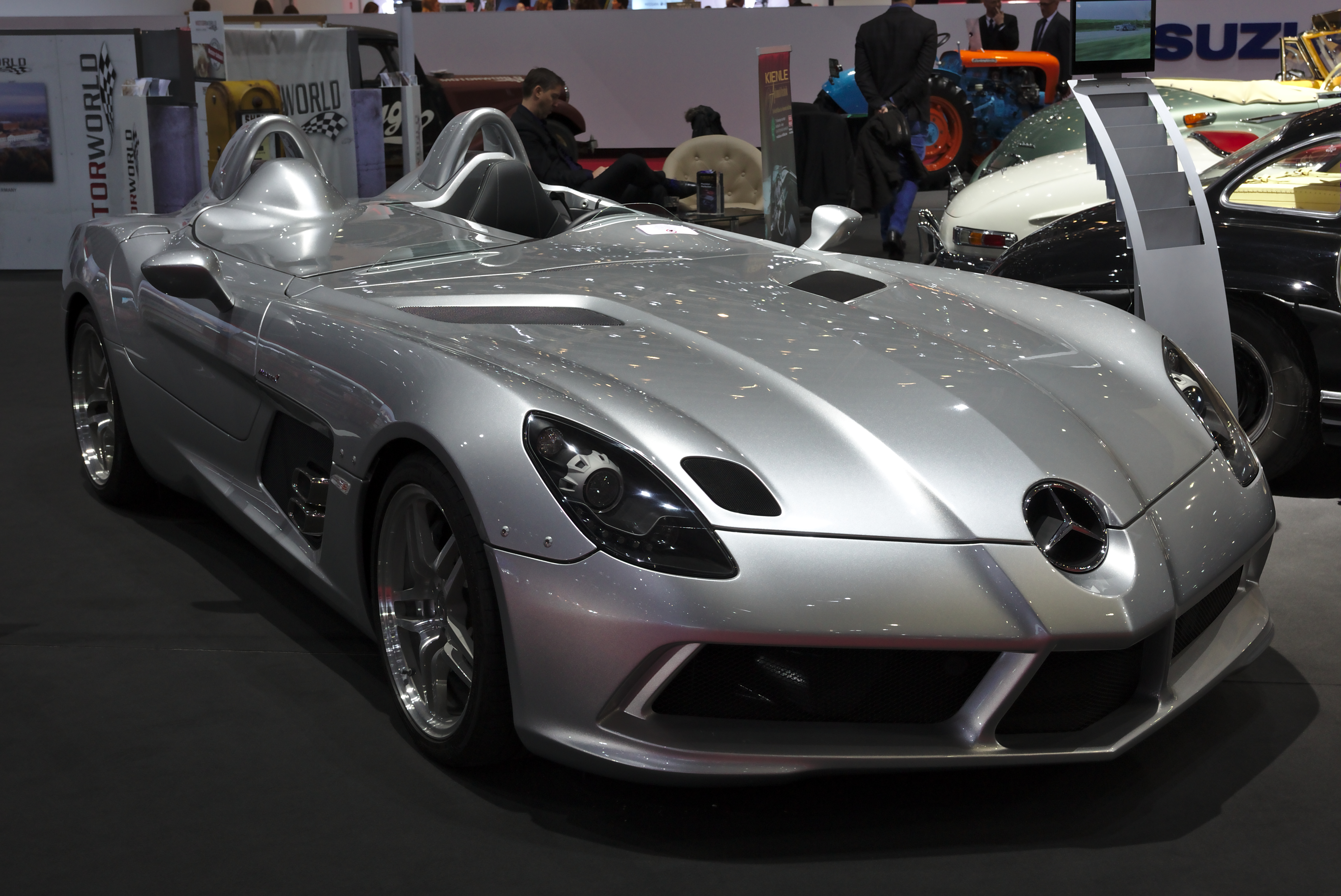
Versión Stirling Moss en el Salón del Automóvil de Ginebra de 2019.

Más tarde se lanzó una edición especial llamada Mercedes-Benz SLR McLaren 722, con modificaciones en el exterior y en su motorización, con una potencia máxima aumentada hasta los 650 CV (641 HP; 478 kW) a las 6500 rpm y un par máximo de 820 N·m (605 lb·pie) a las 4000 rpm.
También se lanzó una edición aún más exclusiva: el Mercedes-Benz SLR McLaren Stirling Moss, en honor al piloto. Se trata de un coche totalmente abierto, es decir, sin techo ni luna y no está homologado en cualquier país. Gracias a su V8 con compresor del SLR 722 y a su peso de 1551 kg (3419 libras), alcanza los 350 km/h (217 mph) y acelera de 0 a 100 km/h (62 mph) en menos de 3.5 segundos. Solamente quienes ya eran propietarios previamente de un SLR podían adquirir el Stirling Moss, que costaba 750 000 € y su producción estaba limitada a 75 unidades.

## Producción
La producción del SLR finalizó en 2009 tras fabricarse 2157 unidades, siendo alguna de ellas propiedad de empresarios poco mediáticos, como: Dartes, Collman, Guidoni y Tasmuir. El Mercedes-Benz SLS AMG es su sucesor.

## Especificaciones

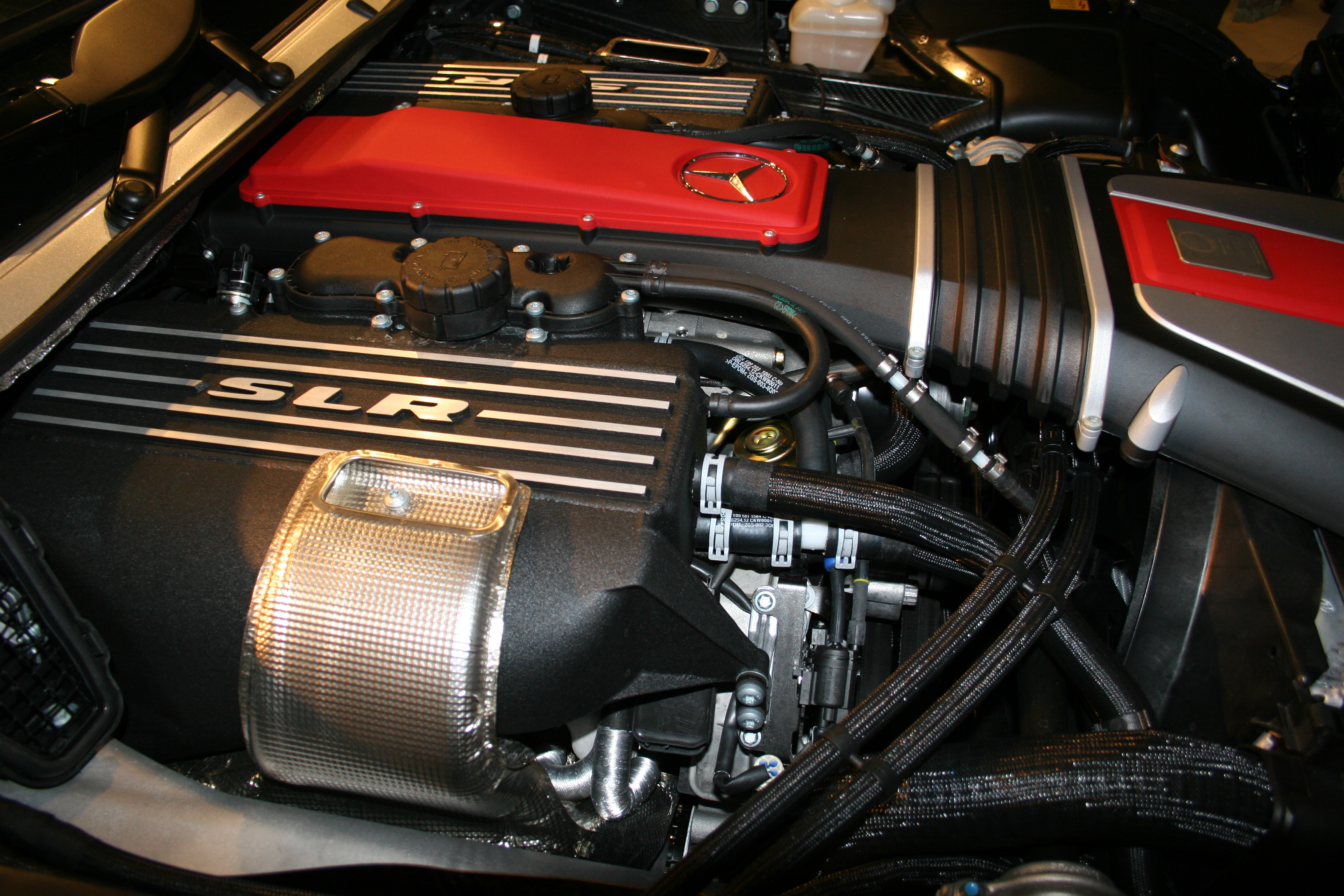
Motor V8.

| Materiales del motor                | Bloque y cabezas de aluminio               |
| Distribución                        | SOHC 3 válvulas por cilindro (24 en total) |
| Peso del motor                      | 232 kg (511 libras)                        |
| Alimentación                        | Inyección indirecta sobrealimentado        |
| Diámetro x carrera                  | 97 x 92 mm (3,82 x 3,62 pulgadas)          |
| Relación de compresión              | 8.8:1                                      |
| Capacidad del tanque de combustible | 97,6 litros (25,8 galAm)                   |
| Distribución de peso                | 51.1% delantero y 48.9% trasero            |
| 1/4 de milla (402 m)                | 11.7 segundos a 206 km/h (128 mph)         |
| 0 a 1 km (0,00 a 0,62 milla)        | 22.5 segundos                              |
| 100 a 0 km/h (62 a 0 mph)           | 34,9 m (114,5 pies)                        |

| 1.ª  | 2.ª  | 3.ª  | 4.ª | 5.ª  | Final |
| ---- | ---- | ---- | --- | ---- | ----- |
| 3.56 | 2.19 | 1.41 | 1   | 0.83 | 3.06  |

## En la cultura popular
Ha aparecido en algunas series de videojuegos de carreras, tales como: Need for Speed, Forza, Gran Turismo, Asphalt, Midnight Club, entre otros.